# Чемпіонат Волинської області з футболу 1971
Чемпіонат Волинської області з футболу 1971 року проводився у двох групах. У турнірі першої групи брало участь 10 команд. Звання чемпіона було розіграно у додатковому матчі в місті Луцьку, оскільки дві команди набрали однакову кількість очок й мали однакову різницю забитих та пропущених м'ячів. Чемпіонське звання завоював «Локомотив» Ковель.
У складі «Локомотива» виступали П.Олефірович, В.Гавриленко, А.Столярчук, В.Теребейко, В.Станкевич, Л.Грабовець, В.Єменко, В.Шнирьов, А.Конощчук, В.Франкович, В.Фролов, А.Горфорт, Н.Рацько, А.Вацек. Тренер: Володимир Станкевич

## Підсумкова таблиця першої групи
| М  | Команда                          | І  | В  | Н | П  | РМ    | О  |
| -- | -------------------------------- | -- | -- | - | -- | ----- | -- |
| 1  | «Локомотив» (Ковель)             | 18 | 14 | 1 | 3  | 47−17 | 29 |
| 2  | «Машинобудівник» (Рожище)        | 18 | 12 | 5 | 1  | 45−15 | 29 |
| 3  | «Торпедо-2» (Луцьк)              | 18 | 13 | 2 | 3  | 51−22 | 28 |
| 4  | «Шахтар» (Нововолинськ)          | 18 | 9  | 7 | 2  | 44−26 | 25 |
| 5  | «Спартак» (Ковель)               | 18 | 8  | 5 | 5  | 30−20 | 21 |
| 6  | «Турія» (Турійськ)               | 18 | 6  | 0 | 12 | 17−47 | 12 |
| 7  | «Механізатор» (Рожище)           | 18 | 4  | 3 | 11 | 15−29 | 11 |
| 8  | «Меліоратор» (Камінь-Каширський) | 18 | 3  | 4 | 11 | 20−40 | 10 |
| 9  | «Електрик» (Луцьк)               | 18 | 3  | 3 | 12 | 12−13 | 9  |
| 10 | «Локомотив» (Ківерці)            | 18 | 4  | 0 | 14 | 16−68 | 8  |

- Команди «Механізатор» (Рожище) та «Електрик» (Луцьк) знято з розіграшу за неявки

### Додатковий матч за перше місце
«Локомотив» (Ковель) — «Машинобудівник» (Рожище) 0:0 (по пенальті 4:3)

## Друга група
У другій групі змагання проводилися у двох зонах. По дві найкращі команди виходили до фіналу, де розігрували путівку до першої групи Чемпіонату області. Результати та підсумкові таблиці — невідомі.
Переможцем фінального турніру став «Колос» (Любомль) (дві перемоги та нічия). 2 місце — команда Луцького району, 3 місце — команда смт. (Колки)